# Laurel & Hardy - Due teste senza cervello
Laurel & Hardy - Due teste senza cervello è un programma televisivo documentario del 1985 ideato e diretto da Giancarlo Governi, con la collaborazione di Alberto Orsi e le musiche di Piero Montanari, andato in onda su Rai 1 in prima serata per 12 puntate dal 12 luglio al 27 settembre, dedicato alla coppia comica Stanlio e Ollio e alla storia umana e artistica dei due attori Stan Laurel e Oliver Hardy.

## Contenuti
Consiste in 12 puntate nelle quali la voce narrante è il doppiatore Gino La Monica accompagnato da Sergio Graziani ed altri.
Prodotto a metà degli anni ottanta, fu ideato da una chiacchierata fra l'attore Alberto Sordi e il regista Giancarlo Governi: Sordi raccontò del suo incontro con Oliver Hardy, avvenuto nel 1950 a seguito di una promozione del film Atollo K (ultimo film di Stanlio e Ollio) e suggerì che sarebbe stato interessante raccontare in TV la storia di Laurel & Hardy. L’idea piacque a Governi che partì per l’America con lo scopo di approfondire la vita della coppia e tornò con pellicole di molti film della coppia ancora inediti in Italia e con molte interviste e curiosità. Governi convinse la RAI ad acquistare tutte le comiche mancanti e inedite dei due attori che, essendo o mute o solo in lingua inglese, vennero sonorizzate o ridoppiate. Per la colonna sonora venne chiamato il maestro Piero Montanari, che aveva già lavorato in altre trasmissioni di Governi come “Supergulp!” e "Il pianeta Totò”, mentre per le voci vennero scelti Giorgio Ariani (Ollio) ed Enzo Garinei (Stanlio) che, a quei tempi, si esibivano in teatro con lo spettacolo "Bentornati Stanlio e Ollio" in cui facevano l'imitazione di Stan e Babe.
In ogni puntata venivano così trasmesse comiche mute o sonore e scene dai numerosi lungometraggi intervallate da interviste col produttore Hal Roach, col biografo ufficiale di Laurel & Hardy, John McCabe, con l'autore delle musiche di quasi tutti i loro film tra cui "Dance Of The Cuckoos" - la sigletta che li identifica - Marvin T. Hatley, con i doppiatori storici Mauro Zambuto (Stanlio) e Alberto Sordi (Ollio), con Romano Mussolini, figlio di Benito Mussolini, il quale era solito vedere le comiche della Coppia nel cinema approntato a Villa Torlonia a Roma, ed altri famosi attori che hanno collaborato con loro come Rosina Lawrence e Felix Knight.
Ad oggi è considerato il programma in assoluto più completo sulla storia umana ed artistica di Stan Laurel ed Oliver Hardy. “Due teste senza cervello” ebbe poi nel 1988 una riedizione che consisteva in 13 puntate da 50 minuti circa (una in più dell'edizione originale del 1985 nella quale ogni puntata durava più o meno un’ora e un quarto). Qui la sigla di coda era un collage di canzoni di Stan e Babe, mentre nell'edizione 1985 la sigla di coda era una versione tradotta in italiano del brano "Honolulu Baby" cantata da Ariani e Garinei.

### I doppiatori

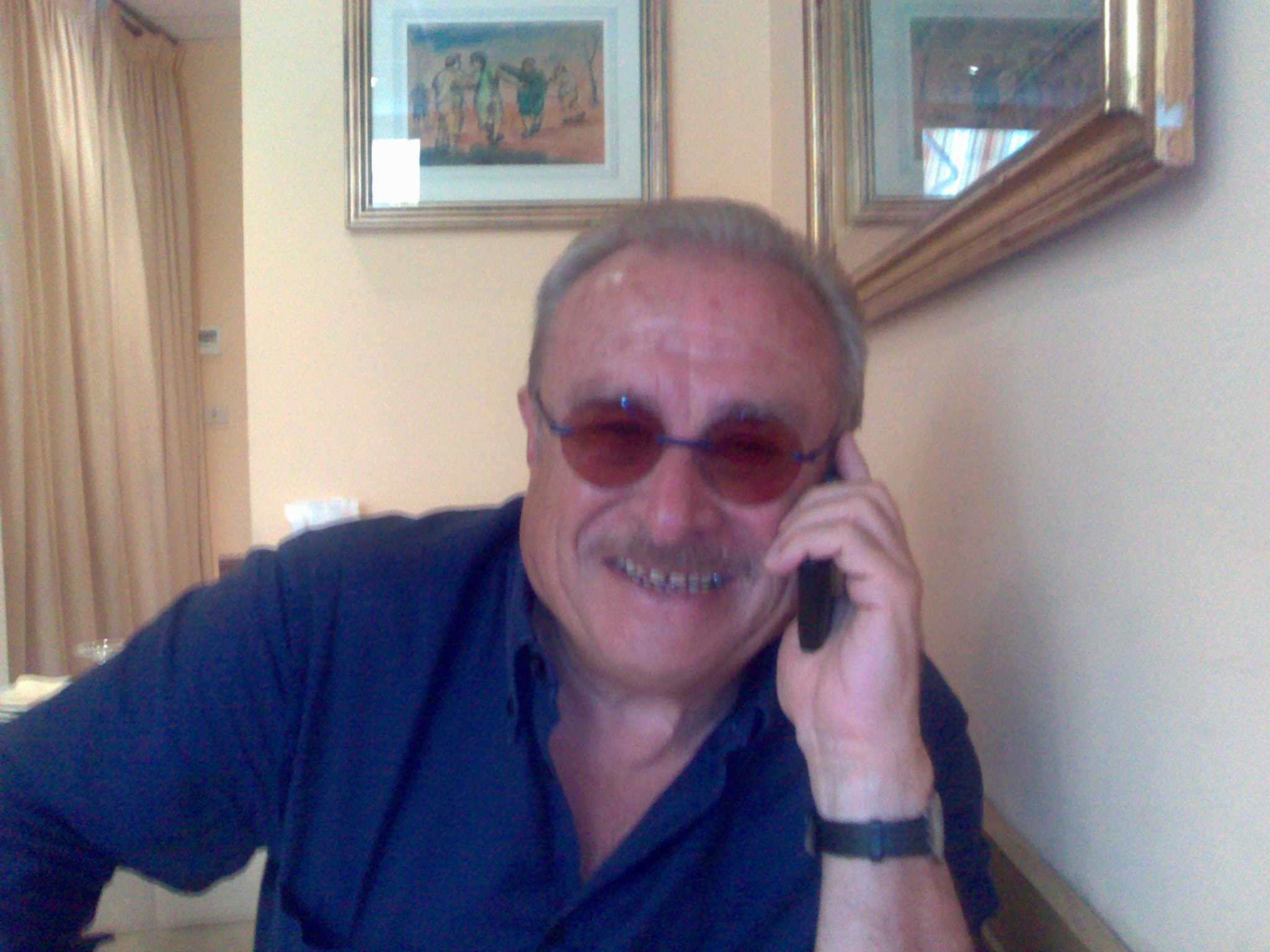
Giancarlo Governi

In un'intervista in sala di doppiaggio di Alberto Sordi, l'attore romano racconta che i suoi esordi nell'ambiente dello spettacolo come interprete importante sono stati proprio quando superò il provino per dare la voce a Ollio. L'interpretazione che ne fece contribuì largamente al successo del personaggio, con quel tocco di inglese maccheronico e surreale che Sordi conferì al personaggio. Tenne anche conto della voce originale di Ollio che, dato che a quel tempo non esisteva ancora il doppiaggio, recitava le scene col suo italiano storpiato e con gli accenti sbagliati. Infatti, le stesse scene che Stanlio e Ollio giravano, venivano ripetute nelle varie lingue, italiano compreso, per permettere la fruizione dei loro film nelle varie nazioni.
Mauro Zambuto, la voce di Stanlio, fece esattamente la stessa cosa per doppiare il suo personaggio, con la sua caratteristica vocina flebile e di falsetto, simpatica e piagnucolosa. Mauro era figlio d'arte perché suo padre, Gero Zambuto, fu il primo regista a lavorare con Totò nel suo film d'esordio, Fermo con le mani!. Zambuto, dopo essere uscito definitivamente dall'ambiente dello spettacolo, si trasferì negli Stati Uniti dove divenne docente della cattedra di ingegneria elettronica e dei computer presso il New Jersey Institute of Technology, di cui è stato professore emerito fino alla morte.
Mauro Zambuto, che aveva due anni in più di Alberto Sordi, morì otto anni dopo di lui, così come Stan Laurel aveva due anni in più di Oliver Hardy e morì otto anni dopo di lui.
Le voci che hanno ridoppiato Laurel & Hardy nel programma sono di Enzo Garinei (Stanlio) e Giorgio Ariani (Ollio), in una imitazione dei due illustri predecessori.

## Colonna sonora
Le musiche originali del programma sono state pubblicate, dopo 25 anni dalla messa in onda, ad aprile 2010, su un doppio compact disc a cura della Tenda Italiana "Noi Siamo le Colonne" appartenente all'associazione de I Figli del Deserto, che rappresenta il fan club di Stanlio e Ollio nel mondo.

## Opere derivate
La casa editrice italiana Magazzini Salani ha pubblicato nel giugno 2009 un cofanetto consistente nel libro di Giancarlo Governi con lo stesso titolo della trasmissione, più due DVD con la summa delle 13 puntate (edizione 1988), contenente anche la versione integrale dell'audio in originale.